# Квадратичная задача о назначениях
Квадрати́чная зада́ча о назначе́ниях (КЗН, англ. Quadratic assignment problem, QAP) — одна из фундаментальных задач комбинаторной оптимизации в области оптимизации или исследования операций, принадлежащая категории задач размещения объектов.
Задача моделирует следующую задачу из реальной жизни:
Есть множество n предприятий, которые могут быть расположены в n местах. Для каждой пары мест задано расстояние и для каждой пары производств задан вес или поток (т. e. количество материала (сырья или продукции), перевозимого между двумя производствами). Требуется расставить производства по местам (два производства нельзя размещать в одном месте) таким образом, что сумма расстояний, умноженных на соответствующие потоки, будет минимальной.
Интуитивно понятно, что предприятия с большим потоком следует размещать ближе друг к другу.
Формулировка задачи похожа на формулировку задачи о назначениях, различаются они  целевой функцией — в квадратичной задаче она квадратична, что и отражает название.

## Формальное математическое определение
Формальное определение квадратичной задачи о назначениях следующее:
Заданы два множества, P («производства») и L («точки размещения») равных размеров вместе с весовой функцией w : P × P → R и функцией расстояний d : L × L → R. Требуется найти биекцию f : P → L («назначение»), такую, что значение целевой функции:
{\displaystyle \sum _{a,b\in P}w(a,b)\cdot d(f(a),f(b))}
будет минимально.
Обычно веса и расстояния рассматриваются как квадратные вещественные матрицы, так что целевую функцию можно выписать следующим образом:
{\displaystyle \sum _{a,b\in P}w_{a,b}d_{f(a),f(b)}}
В матричной форме:
{\displaystyle \min _{X\in \Pi _{n}}\operatorname {trace} (WXDX^{T})}, где {\displaystyle \Pi _{n}} — матрицы перестановок, W — матрица весов, а D — матрица расстояний.

## Вычислительная сложность
Задача является NP-трудной, так что не существует алгоритма, решающего задачу за полиномиальное время, и даже маленькие задачи могут потребовать большого времени вычисления. Также было доказано, что задача не имеет аппроксимирующего алгоритма, работающего за полиномиальное время для любого (постоянного) множителя, если только не P = NP . Задачу коммивояжёра можно рассматривать как специальный случай КЗН, если требовать, чтобы потоки связывали все производства в одном цикле с одним и тем же ненулевым значением потока. Многие другие стандартные задачи комбинаторной оптимизации могут быть записаны в этой форме.

## Приложения
Кроме изначальной формулировки размещения производства, КЗН является математической моделью задач размещения связанных электронных компонентов на печатных платах или интегральных схемах. Модель служит частью процесса размещения и разводки систем автоматизированного проектирования в электронной индустрии.